# Bridgewater Associates
Bridgewater Associates, LP ist ein US-amerikanischer Hedgefonds mit Sitz in Westport, Connecticut. Am 31. Dezember 2017 verwaltete das Unternehmen, das zu den zehn größten Hedgefonds-Managern der Welt gerechnet wird, ein Fondsvermögen von 124 Milliarden US-Dollar (AUM; rund 100 Mrd. Euro), überwiegend für institutionelle Anleger.
Gegründet wurde Bridgewater Associates 1975 von Ray Dalio. Im Unternehmen sind rund 1.500 Mitarbeiter beschäftigt (Stand 2015).